# Bank (zespół muzyczny)
Bank – polski zespół rockowy założony w 1980 w Środzie Śląskiej.

## Historia

### Lata 1980–1984
Po dwóch tygodniach prób formacja po raz pierwszy zarejestrowała swoje utwory – miało to miejsce w Polskim Radiu Wrocław. Pierwszy sukces to uplasowanie się na trzecim miejscu ich utworu Lustrzany świat na 8. Ogólnopolskim Konkursie Polskiego Radia na piosenkę dla młodzieży (obok 2 plus 1 i Izabeli Trojanowskiej). Dla Banku pisali znani tekściarze: Magdalena Wojtaszewska, Marek Gaszyński, Wojciech Jagielski i Leszek Pietrowiak.
Po podpisaniu umowy ze Szczecińską Agencją Artystyczną zespół koncertował na terenie całej Polski, biorąc udział w takich imprezach jak m.in.: „Rock Session”, „Rockorama” czy odbywająca się w katowickim Spodku „Dyskoteka Gigant” (obok Maanamu, Turbo, Kombi i Krzaka), zdobywając sympatię rockfanów, a w efekcie pojawiając się na XIX Krajowy Festiwal Piosenki Polskiej w Opolu (1981), gdzie wystąpił w koncercie „Rock Opole”.
Następnie Pagart zorganizował zespołowi ogólnopolską trasę koncertową (z zachodnioniemieckią grupą Goombay Dance Band), która okazała się sporym sukcesem komercyjnym. W październiku 1981 roku, nakładem Polskich Nagrań ukazał się pierwszy longplay Banku pt. Jestem panem świata… (wydany w rekordowym jak na polskie warunki nakładzie 960 tys. egzemplarzy), a także dwa single.
Po zmianie perkusisty w 1982 (miejsce Krzysztofa Krzyśkowa za zestawem perkusyjnym zajął Przemysław Niemiec), formacja nagrała w Polskim Radiu Szczecin swój drugi album pt. Ciągle ktoś mówi coś, który pierwotnie ukazał się tylko na kasecie magnetofonowej, wydanej przez firmę Polmark. Utwory z tej sesji – Ciągle ktoś mówi coś i Mija czas i nic przez długi okres zajmowały czołowe miejsca na Telewizyjnej Liście Przebojów.
W tym okresie zespół grał bardzo dużo koncertów w Polsce, zapełniając amfiteatry i duże sale koncertowe oraz kilkukrotnie jeździł w trasy koncertowe po Czechosłowacji i NRD. W 1983 za płytę Jestem panem świata..., grupa Bank otrzymała Złotą Płytę Polskich Nagrań i po raz kolejny wystąpił na KFPP w Opolu.
W tym okresie miejsce dotychczasowego wokalisty Mirosława Bielawskiego i klawiszowca Marka Bilińskiego zajęli – odpowiednio – Tomasz Garstecki i Waldemar Jóźwiak, co przyczyniło się do utraty popularności zespołu i jego rozpadu w 1984.

### Reaktywacja
Wznowienie działalności Banku nastąpiło w Berlinie w 1999, gdzie w studiu Black Woolf zespół nagrał nowy krążek, zatytułowany Gdzie mieszka czas (2000). Zespół występował w oryginalnym składzie, zaś partie klawiszowe zagrał Rainer Eissing. W 2001 ukazała się kolejna płyta nagrana w Black Woolf The Best of..., na której znajdują się na nowo nagrane przeboje zespołu z lat 80. XX wieku, takie jak m.in.: Powiedz mi coś o sobie, Ciągle ktoś mówi coś, czy Jestem panem świata.
W następnych latach formacja występowała w Polsce i w Berlinie, gdzie w kwietniu 2006 w klubie Ernst muzycy świętowali swoje 25-lecie. W lutym 2007 firma Metal Mind Productions wydała na płycie kompaktowej reedycję albumu Banku Jestem panem świata... i dawnej kasety magnetofonowej Ciągle ktoś mówi coś. 26 lutego tegoż roku na stadionie miejskim w Środzie Śląskiej odbył się oficjalny koncert z okazji 25-lecia zespołu.
11 kwietnia 2008 zespół był gościem w Wideotece dorosłego człowieka, zaś niespodzianką ze strony autorów programu było przybycie Marka Bilińskiego. Po tym niespodziewanym spotkaniu muzycy podjęli decyzję o wspólnym graniu, zaś 17 kwietnia Bank uświetnił swoim wirtualnym koncertem otwarcie Second Wrocław.
2 lutego 2009 ukazała się w sprzedaży kolejna płyta zespołu, zatytułowana Złoty pył.
27 marca 2012 firma Mobile Wings wydała pierwszą w Polsce i jedną z pierwszych w Europie płytę na iPada Bank Ballads z utworami grupy.
21 września 2013 zespół w nowym składzie, z gitarzystą Markiem Mosiejem, wystąpił podczas drugiej edycji koncertu charytatywnego „Gramy dla” (Fundacja Anny Dymnej „Mimo Wszystko”) w UFA Fabrik w Berlinie. Zaś w dniach 22–23 lutego 2014 Bank nagrał cztery utwory w RecPublica Studios w Lubrzy z myślą o nowej płycie.
26 sierpnia 2014 we wrocławskim klubie Zaklęte Rewiry formacja nagrała teledysk do utworu Weź mnie w ramiona.
13 września 2015 na imprezie „Święto Wina w Mieście Skarbów” w Środzie Śląskiej swoim koncertem zespół święcił jubileusz swego 35-lecia.
17 czerwca 2017 Bank zagrał pod patronatem medialnym Radia Plus koncert charytatywny „Rockowe Granie” z okazji Dnia Brata Alberta w Lubinie. Zaś 2 lipca formacja wystąpiła na imprezie „Wakacyjny koncert” w Hajnówce.
11 lipca 2018 na podstawie umowy podpisanej ze Studiem Filmowym „Kadr” utwór Banku Psychonerwica został wykorzystany w polskim serialu sensacyjno-kryminalnym Rojst, wyprodukowanym przez Showmax.
25 października 2018 formacja wystąpiła w TVP3 Wrocław w programie Fakty o poranku, zaś 26 października w porannej, prowadzonej na żywo audycji Polskiego Radia Wrocław.
25 maja 2019 zespół podczas „Dni Środy Śląskiej” dał koncert z okazji 40-lecia swej pracy artystycznej.
10 września 2022 przed koncertem w ramach kolejnej edycji „Święta Wina w Mieście Skarbów” w Środzie Śląskiej, członkowie grupy Bank otrzymali okolicznościowy medal i dyplom „Zasłużony dla Gminy Środa Śląska”. Tytuł ten nadała Rada Miejska uchwałą z 31 sierpnia 2022 na wniosek burmistrza Adama Rucińskiego.

## Muzycy

### Obecny skład zespołu
- Mirosław Bielawski – wokal
- Piotr Iskrowicz – gitara
- Mirosław Gral – gitara
- Andrzej Bielski – instr. klawiszowe[4]
- Roman Iskrowicz – gitara basowa
- Przemysław Niemiec – perkusja

### Byli członkowie
- Krzysztof Krzyśków – perkusja (1980–1982, 2012)
- Marek Biliński – instrumenty klawiszowe (1980–1983, 2012)
- Tomasz Garstecki – śpiew (1983–1984)
- Waldemar Jóźwiak – instr. klawiszowe (1983-1984)[2]
- Rainer Eissing – inst. klawiszowe (2000–2004)
- Ryszard Sroka – perkusja (udział w nagraniu płyty Złoty pył w kwietniu 2008 roku – utwory: 1, 5, 6, 8, 9, 10, 11)[3][6]
- Marek Mosiej – instr. klawiszowe (✞ 2020)

## Dyskografia
Albumy studyjne:
- Jestem panem świata… (1982) – Złota Płyta
- Ciągle ktoś mówi coś (1983)
- Gdzie mieszka czas (2001)
- Złoty pył (2009)

Single:
- Singel Tonpress N-43 – (Różni wykonawcy „VIII Konkurs na piosenkę dla młodzieży”): III miejsce Bank – Lustrzany świat
- Singel Tonpress S-426: Bank – Nie ma rzeczy niemożliwych / Jestem panem świata
- Singel Polskie Nagrania „Muza” SS-800: Bank – Rozbij bank / Wielki wóz

Składanki i wydania specjalne:
- CD Black Woolf / Pomaton EMI – The Best of... (2001)
- CD Metal Mind Productions reedycja MMP DG 0484: Bank – Jestem panem świata... (2007)
- CD Metal Mind Productions reedycja MMP DG 0501: Bank – Ciągle ktoś mówi coś (2007)
- Mobile Wings (aplikacja na iPada) – Bank Ballads
- CD MTJ 10864/10865/10866 – BALLADY ROCKOWE: Bank – Ballada o... (2011)
- CD MTJ 10544/10545/10546 – BALLADY ROCKOWE 2: Bank – Hamulec z nóg (2011)
- CD Metal Mind Productions 0690 – ZAPNIJ MNIE: Bank – Mija czas i nic (2011)
- CD MTJ 10995 - POLSKIE SINGLE 81: Bank - Jestem panem świata (2012)
- CD Metal Mind Productions CDBOXMMP112: Bank – Jestem panem świata... / Ciągle ktoś mówi coś (2014)
- CD RDS Music RDS CD 023 - "Artyści Artystom" - Bank - "Weź mnie w ramiona" (maj 2021)